# 南医大女生遇害案
南医大女生遇害案发生于1992年3月20日晚間，南京医学院88年級六班女学生林伶被杀害。2020年2月23日，南京警方宣佈抓获犯罪嫌疑人麻继钢。10月14日，江苏省南京市中级人民法院一审宣判麻继钢死刑。

## 案情
1992年3月20日，晚自習後的林伶失蹤。3月24日，南京警方接到有關林伶失蹤的報警。當日下午，林伶的尸体在学校教学楼的窨井中被发现，林伶系被钝器击伤头部，并被兇手强奸后放入窨井中死亡。案发后，南京市公安局发动数百名警察组成专案组，核查线索数千条，走访排查人员超过1.5万人，提取了凶手的DNA，並懸賞1万元，但當時未能找到兇手。此後林伶母亲每年3月24日均向公安机关询问案件侦破进展。

## 侦破
2018年6月，南京市公安局成立“3·24”命案积案侦破工作领导小组。
2020年新型冠状肺炎疫情期間，麻继钢在徐州市沛縣的麻姓亲属被隔離觀察，他的DNA相关数据因而被采集。2月19日，南京警方明確麻姓家族人员有重大作案嫌疑。2月21日，江苏沛县警方称，將案發時的林伶阴道拭子DNA与沛縣麻姓親屬的DNA进行Y染色体比较後，發現数据高度吻合，基本确定嫌疑人为麻姓家族成員。沛县警方隨後采集了麻性親屬家系中居住在當地的符合年龄的11位男性的口腔拭子，经过比对後，11名男性成员的DNA均予以排除。警方得知麻姓家族内有一名成员早年在南京当兵并已在南京定居50多年，其子麻继钢符合作案時年龄特征。2月23日凌晨，南京警方发现居住在南京市玄武区一小区的麻继钢DNA数据与兇手完全一致。同日凌晨6时许，警方前往玄武区将犯罪嫌疑人麻继钢抓获。麻继钢交代了将林伶强奸并杀害的犯罪過程。

## 兇手
麻继钢，男， (1966年10月2日-2021年6月10日)，徐州市沛县鹿楼镇人，江蘇蘇美達集團司机，同時為江苏苏迈克综壹管理中心（有限合伙）的合伙人。

## 审判
2020年10月14日，南京市中级人民法院一审公开宣判该案。经审判委员会讨论决定，被告人麻继钢犯故意杀人罪，判处死刑，剥夺政治权利终身；犯强奸罪，判处有期徒刑七年；决定执行死刑，剥夺政治权利终身。一审宣判后，麻继钢提出上诉。2021年1月19日，江苏省高级人民法院委托南京市中级人民法院对此案进行二审宣判，裁定驳回上诉，维持原判。2021年6月10日，遵照最高人民法院下達的執行死刑命令，南京市中級人民法院對麻繼鋼執行死刑。